# Metagonia argentinensis
Metagonia argentinensis är en spindelart som beskrevs av Cândido Firmino de Mello-Leitão 1945. 
Metagonia argentinensis ingår i släktet Metagonia och familjen dallerspindlar. Inga underarter finns listade i Catalogue of Life.